# HN Pegasi
HN Pegasi là tên của một sao biến quang trẻ, giống với mặt trời nằm trong một chòm sao phương bắc tên là Phi Mã. Với cấp sao biểu kiến là 5,9 thì theo như quy mô Bortle, ta có thể nhìn thấy nó ở bầu trời của vùng ngoại ô. Do đó, để có thể nhìn thấy nó rõ ràng nhất, ta cần có một vị trí cách xa thành thị (do sự ô nhiễm ánh sáng làm hạn chế tầm nhìn) và điều kiện thời tiết tốt. Các phép đo thị sai thực hiện từ tàu không gian Hipparcos cho ta giá trị thị sai là 55,91, nghĩa là khoảng cách xấp xỉ của nó với chúng ta là khoảng 58 năm ánh sáng.
Nó là một ngôi sao loại G nằm trong dãy chính với quang phổ thuộc loại G0 V CH-0.5 có tuổi khoảng 237 triệu năm. Nó có khối lượng và bán kính lớn hơn mặt trời một chút nhưng kì lạ là tỉ lệ các nguyên tốc khác so với hydro và heli (còn được gọi là độ kim loại) thì thấp hơn. Nó quay quay tương đối nhanh với chu kì khoảng 4,84 ngày.
Khi quan sát hồng ngoại của nó, ta thấy có sự dư thừa hồng ngoại, điều này cho thấy rằng nó có một đĩa sao. Vị trí của nó có lẽ là nằm ở đĩa giữa của Ngân Hà. Nó là một thành viên của mối liên kết gần đó tên là Hercules-Lyra, do nó có chung chuyển động trong không gian với các thiên thể khác trong nhóm.

## Dữ liệu hiện tại
Theo như quan sát, đây là ngôi sao nằm trong chòm sao Phi Mã và dưới đây là một số dữ liệu khác:
Xích kinh 21h 44m 31.32919s
Xích vĩ +14° 46′ 18.9806″
Cấp sao biểu kiến 5.940
Cấp sao tuyệt đối 4.70
Vận tốc xuyên tâm 16,68 +/- 0,09 km/s
Loại quang phổ G0 V CH-0.5
Giá trị thị sai 55,91 +/- 0,45 mas